# Carinodens
Carinodens is een geslacht van uitgestorven reptielen uit de Mosasauridae, een familie van uitgestorven in zee levende hagedissen. Dit dier leefde tijdens het Laat-Krijt.

## Fossiele vondsten
Fossielen van Carinodens zijn gevonden in Nederland, België, Rusland, Marokko en Angola (Mocuio-formatie).
In 1913 benoemde Louis Dollo een Globidens fraasi waarvan de soortaanduiding Eberhard Fraas eert. Deze had in een groeve nabij Maastricht, maar vermoedelijk in België, een stuk onderkaak gevonden. In 1924 maakte Dollo hier het aparte geslacht Compressidens van, de "afgeplatte tand". Dit geslacht was echter al bezet door de scaphopode Compressidens Pilsbry & Sharp, 1897. Daarom hernoemde John T. Thurmond de naam in 1969 in Carinodens, de "snijrandtand".
Het holotype is IRSNB R43, een dentarium met drie tanden uit het Maastrichtien. Het maakt deel uit van de collectie van het Koninklijk Belgisch Instituut voor Natuurwetenschappen.

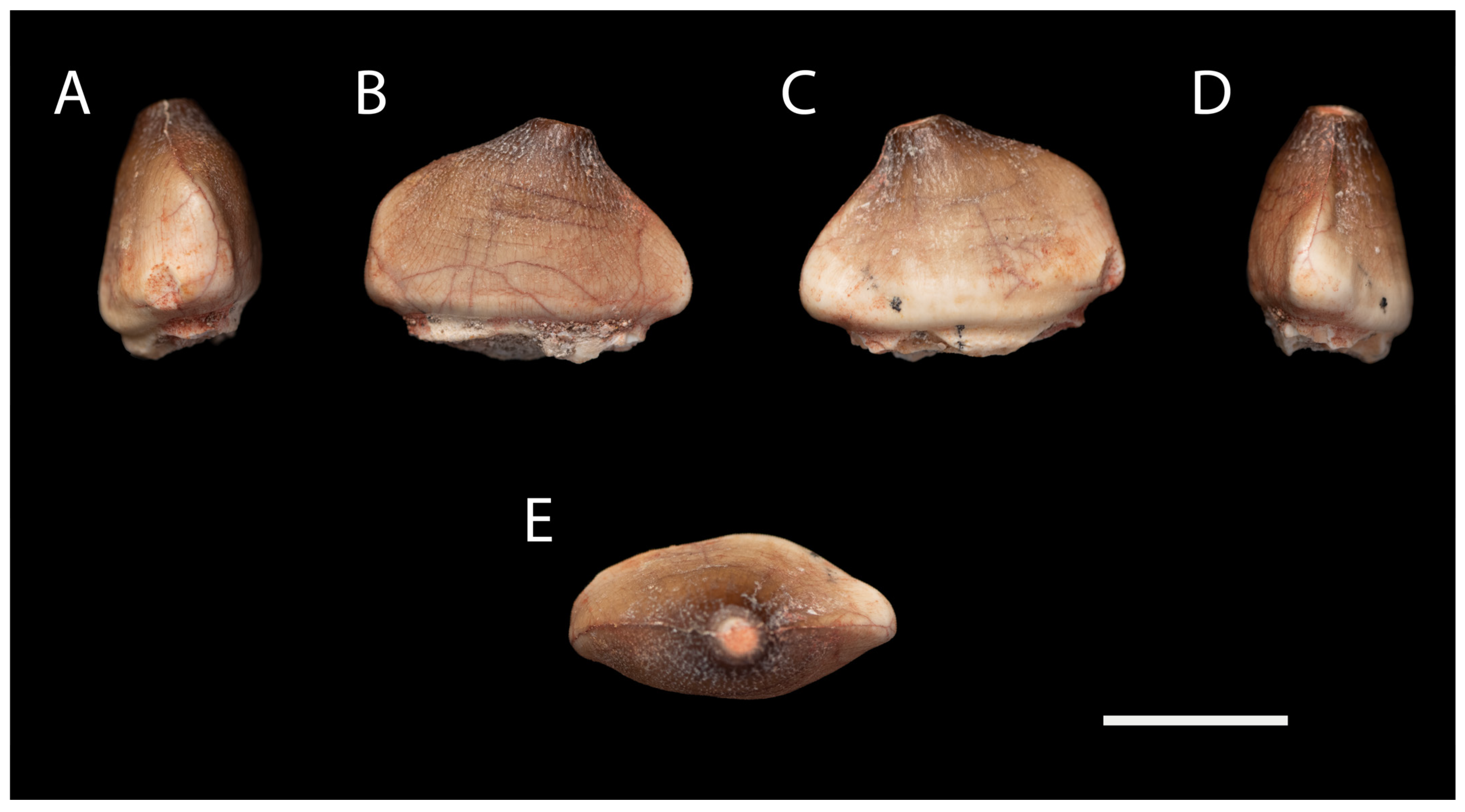
Tanden van Carinodens cf belgicus

In de Craie de Ciply van België was veel eerder een losse tandkroon gevonden die in 1891 door Arthur Smith Woodward werd benoemd als een soort van de krokodilactige Bottosaurus: Bottosaurus belgicus. In 1961 meldde de priester Eugène Marinus Kruytzer, de directeur van het Natuurhistorisch Museum Maastricht, de vondst in 1915 bij Valkenburg van een tand, specimen NHMM 1982199 die hij aan deze soort toewees, die echter geen alligator zou zijn maar een mosasauride die hij Globidens belgicus noemde. In 1967 hermoemde Dale Russell deze tot Compressidens belgicus. In 1998 hernoemden Marcel Kuypers e.a. deze tot Carinodens belgicus en stelden dat deze identiek was aan Carinodens fraasi. Hoewel Globidens fraasi de typesoort blijft, zou bij een identiteit de combinatio nova Carinodens belgicus prioriteit hebben.
In 2009 benoemde Hani Kaddumi een Carinodens palistinicus uit Jordanië.
In 2009 benoemde Anne Schulp een Carinodens minalmamar. De soortaanduiding eert de verzamelaars Jan en Annemarie van de Steeg; min al-mamar in het Arabisch. Ze kochten een kaak op een fossielenbeurs in Enschede. Het holotype OCP DEK/GE 453 is gevonden in de fosfaatlagen van Marokko en bestaat uit de twee onderkaken.
In 2024 benoemde Nicholas Longrich een Carinodens acrodon, de "hoogtand". Het holotype is MHNM.KHG.1510 bestaande uit twee bovenkaaksbeenderen en een rechterdentarium, opnieuw uit de fosfaatlagen van Marokko.

## Kenmerken

### Grootte en algemene bouw

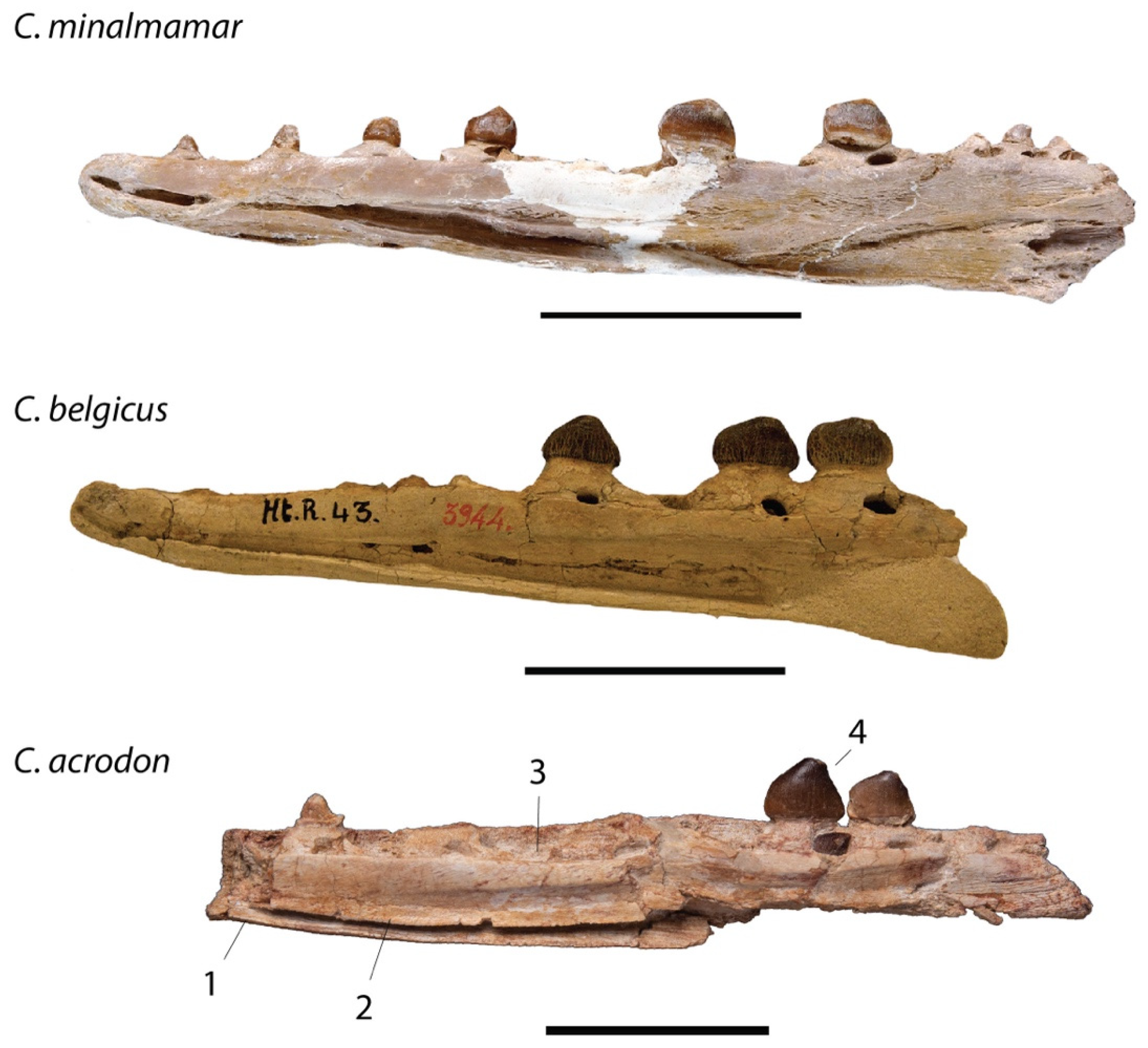
Onderkaken van verschillende soorten vergeleken

Carinodens was ongeveer 3,5 meter lang. Hiermee was het een van de kleinste mosasauriërs. Net als de grotere verwant Globidens had deze mosasauriër ronde, stompe tanden voor het kraken van pantsers zoals die van ammonieten en hun verwanten, tweekleppigen en kleine zeeschildpadden. De tanden hebben drie knobbels in plaats van één als bij Globidens. De tanden zijn ook zijdelings wat afgeplat. Carinodens was een snelle behendige zwemmer.

### Onderscheidende kenmerken
In 2009 werd een aantal onderscheidende kenmerken aangegeven van C. belgicus. Het dentarium draagt zeventien tanden (eerder werd dit op dertien geschat). Het dentarium is het zwaarst gebouwd onder de achtste tot dertiende tand en wijkt naar bezijden uit achter de dertiende tand. Het gebit is sterk heterodont (variabel) zowel wat de grootte als de bouw betreft. Alle tanden zijn iets overdwars afgeplat. De voorste tanden zijn klein met een gezwollen basis; de middelste onderkaak draagt veel grotere tanden, stomp en afgerond. De achterste tanden zijn klein, gepunt en naar achteren gebogen.
Er werden ook onderscheidende kenmerken aangegeven van Carinodens minalmamar. Het is een kleine mosasauride. Het dentarium draagt achttien tanden. Het dentarium is slank en relatief recht. De tanden zijn overdwars afgeplat, in bovenaanzicht 2,2 maal horizontaal langer dan overdwars breed. De buitenzijden van de grootste tanden hebben twee opvallende troggen.
In 2024 werden kenmerken aangegeven van C. acrodon. De tanden in de kaakranden hebben hoge driehoekige kronen, met een scherpe punt en een zwakke voorste verbreding van de kroon. De achterste randen zijn recht en gekarteld, toegeknepen en boven het hoofdlichaam van de kroon uitrijzend terwijl de snijranden zich nauwelijks boven de randen verheffen in plaats van scherpe bladen te vormen. De neusgaten lopen van de zesde tot negende tandpositie. Bij het bovenkaaksbeen en het dentarium in de beenwal achter de tandrij laag, de tandwortels breed ontblotend. Het dentarium heeft een naar beneden verbrede beenplaat aan de binnenzijde, resulterend in een zeer smal en onderaan geplaatst Meckeliaans kanaal. Deze beenplaat heeft een ondiepe lengtegroeve. De aderopeningen van het dentarium zijn groot, talrijk en dicht opeenstaand, een bijna doorlopende groeve vormend. Het dentarium draagt vijftien tanden.

## Fylogenie
Carinodens is een lid van de Mosasaurinae. De nadere plaatsing is onduidelijk, ook door de beperkte resten. Eerst werd gedacht dat het om een nauwe verwant van Globidens ging maar sinds 2020 laten analyses een heel andere positie in de stamboom zien als verwant van de problematische Xenodens.

## Levenswijze
Carinodens was durofaag, dus gepantserde dieren etend, zoals inktvissen en schelpdieren. Die hadden kennelijk dunnere schelpen of schalen dan de prooien van de verwant Globidens die stompere en steviger tanden bezat. De tanden van Carinodens waren scherper en waren geen "mylodonte" maaltanden die werkten als molenstenen. Een dergelijke tandvorm is onder durofage soorten vrij bijzonder. De kaken zijn voor durofagie ook nogal lang en recht. Bij lange kaken is de bijtkracht aan het uiteinde lager. De tanden zijn bij Carinodens ook niet zo stevig bevestigd. Daaruit is geconcludeerd dat vooral zeeëgels en schaaldieren gegeten werden. Misschien dat ook ammonieten gegeten werden, een groep die tegenwoordig uitgestorven is wat dan weer zou verklaren dat er geen moderne analogen van Carinodens zijn. Het zou ook kunnen dat het heterodonte gebit duidt op een diversificatie van het dieet en met de spitse snuit zachte prooien als vissen en pijlinktvissen werden geroofd.